# Jason Jaffray
Jason Jaffray (* 30. Juni 1981 in Olds, Alberta) ist ein ehemaliger kanadischer Eishockeyspieler, der im Verlauf seiner aktiven Karriere zwischen 1997 und 2020 unter anderem 49 Spiele für die Vancouver Canucks, Calgary Flames und Winnipeg Jets in der National Hockey League (NHL) auf der Position des rechten Flügelstürmers bestritten hat. Den Großteil seiner Karriere verbrachte er allerdings in der American Hockey League (AHL), wo er über 700 Spiele absolvierte, und beim EHC Red Bull München in der Deutschen Eishockey Liga (DEL), wo er über 230-mal auflief und drei deutsche Meistertitel gewann.

## Karriere

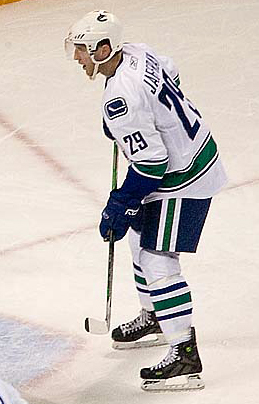
Jaffray im Dress der Vancouver Canucks

Jason Jaffray begann seine Karriere als Eishockeyspieler in der Western Hockey League, in der er von 1997 bis 2002 für Edmonton Ice, Kootenay Ice und die Swift Current Broncos aktiv war. Anschließend wechselte er zu den Roanoke Express in die East Coast Hockey League. Nach einem Jahr wechselte er zu deren Ligarivalen Wheeling Nailers, für die er die folgenden beiden Spielzeiten auf dem Eis stand. Während seiner Zeit in der ECHL lief der Angreifer zudem für die Norfolk Admirals und Wilkes-Barre/Scranton Penguins aus der American Hockey League auf. Gegen Ende der Saison 2004/05 wurde Jaffray von den Manitoba Moose aus der AHL verpflichtet, für die er die folgenden vier Jahre spielte.
Zudem gab der Kanadier in die Saison 2007/08 sein Debüt in der National Hockey League für Manitobas Kooperationspartner, die Vancouver Canucks. In seinem Rookiejahr erzielte der Linksschütze in 19 Spielen insgesamt sechs Scorerpunkte, darunter zwei Tore. Auch in der folgenden Spielzeit kam Jaffray nur sporadisch in Vancouvers NHL-Team zum Einsatz und erreichte stattdessen mit den Manitoba Moose das Finale um den Calder Cup, in dem er mit seiner Mannschaft den Hershey Bears unterlag. Am 7. Juli 2009 wurde Jaffray als Free Agent von den Calgary Flames verpflichtet. Die Spielzeit 2009/10 verbrachte der Flügelstürmer vorwiegend bei deren Farmteam, die Abbotsford Heat aus der AHL, und beendete die reguläre Saison als erfolgreichster Scorer des Teams mit 54 Punkten in 72 Partien.
Ende Juni 2010 transferierten ihn die Calgary Flames im Austausch für Logan MacMillan zu den Anaheim Ducks. Noch vor Saisonbeginn riss sich Jaffray im Trainingslager das vordere Kreuzband im linken Knie und absolvierte im Saisonverlauf keine Partie für die Anaheim Ducks. Im Oktober 2010 setzten ihn diese auf die Injured Reserve List und mehr als vier Monate später auf die Waiverliste, von der ihn kein anderes Team auswählte. Für die Endphase der regulären Saison 2010/11 wurde Jaffray zu den Manitoba Moose geschickt, für die der Angreifer ab Mitte April 2011 auf dem Eis stand und mit diesen die zweite Playoffrunde um den Calder Cup erreichte.
Zum Saisonende 2010/11 verlängerten die Anaheim Ducks seinen auslaufenden Kontrakt nicht, sodass Jaffray zum Free Agent wurde. Am 19. Juli 2011 erhielt er einen Kontrakt bei den Winnipeg Jets. Bei deren neuen Farmteam, den St. John’s IceCaps, wurde er zum ersten Mannschaftskapitän der Franchise-Geschichte ernannt. Er verließ das Team nach vier Jahren als dessen bester Scorer und schloss sich dem EHC Red Bull München an. Dort verbrachte Jaffray bis zu seinem Karriereende im Frühjahr 2020 insgesamt fünf Spielzeit und feierte mit den Münchnern zwischen 2016 und 2018 den dreimaligen Gewinn der Deutschen Meisterschaft.

## Erfolge und Auszeichnungen
| - 2000 President’s-Cup-Gewinn mit den Kootenay Ice - 2002 President’s-Cup-Gewinn mit den Kootenay Ice - 2002 Memorial-Cup-Gewinn mit den Kootenay Ice - 2003 Teilnahme am ECHL All-Star Game - 2003 ECHL Rookie of the Year - 2003 ECHL All-Rookie Team - 2003 ECHL First All-Star Team - 2004 Teilnahme am ECHL All-Star Game - 2004 ECHL Second All-Star Team | - 2007 Teilnahme am AHL All-Star Classic - 2007 AHL Second All-Star Team - 2010 Teilnahme am AHL All-Star Classic - 2014 Teilnahme am AHL All-Star Classic - 2016 Deutscher Meister mit dem EHC Red Bull München - 2017 Deutscher Meister mit dem EHC Red Bull München - 2018 Deutscher Meister mit dem EHC Red Bull München - 2019 Deutscher Vizemeister mit dem EHC Red Bull München |

## Karrierestatistik
(Legende zur Spielerstatistik: Sp oder GP = absolvierte Spiele; T oder G = erzielte Tore; V oder A = erzielte Assists; Pkt oder Pts = erzielte Scorerpunkte; SM oder PIM = erhaltene Strafminuten; +/− = Plus/Minus-Bilanz; PP = erzielte Überzahltore; SH = erzielte Unterzahltore; GW = erzielte Siegtore; 1 Play-downs/Relegation; Kursiv: Statistik nicht vollständig)